# Emain Macha
Emain Macha (Uitspraak: /ˈeṽanʲ ˈṽaxa/, Oud-Iers voor: De tweeling van Macha, ook Emuin Macha, Emania of Fort Navan. Iers-Gaelisch: Eamhain Mhacha, uitspraak: /ˈawnʲ ˈwaxə/) is een archeologische vindplaats in county Armagh in Noord-Ierland, waar onder andere restanten van een heuvelfort zijn gevonden.
In de Ierse mythologie was het bekend als de plaats waar de koningen van de Ulaid hun hof hebben. Het zou gesticht zijn door de godin Macha in de 5e of 7e eeuw voor Christus en verwoest zijn in 331 AD.
De plaats speelt met name in belangrijke rol in de Ulstercyclus en de verhalen over Cú Chulainn